# Saint-Vincent-de-Cosse
Saint-Vincent-de-Cosse település Franciaországban, Dordogne megyében. Lakosainak száma 384 fő (2022. január 1.). Saint-Vincent-de-Cosse Beynac-et-Cazenac, Castelnaud-la-Chapelle, Allas-les-Mines és Castels et Bézenac községekkel határos.

## Népesség
A település népessége az elmúlt években az alábbi módon változott:
| Lakosok száma | 319  | 314  | 302  | 371  | 352  | 358  | 364  | 361  | 369  | 384  |
|               | 1968 | 1982 | 1990 | 2006 | 2013 | 2015 | 2017 | 2019 | 2020 | 2022 |